# TTL (logic)

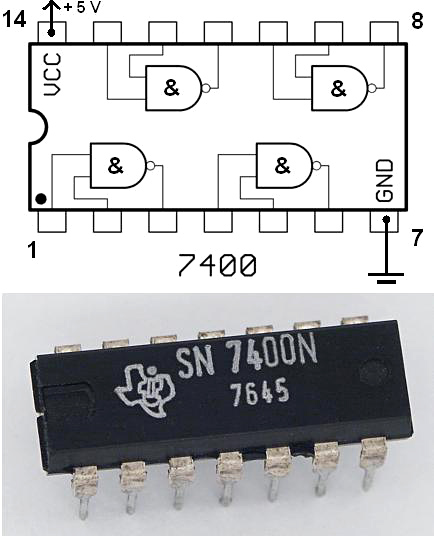
Vi mạch 7400, 4 cổng NAND. Dòng mã loạt: sản xuất năm 1976, tuần 45

Transistor-transistor logic viết tắt là TTL là họ logic (logic family) được xây dựng từ các transistor lưỡng cực. Tên gọi transistor-transistor logic là do nó đảm nhiệm hai chức năng, một là làm cổng logic (ví dụ AND) và hai là chức năng khuếch đại được các transistor thực hiện.
Nó khác với các tiền nhiệm là Resistor-transistor logic (RTL) và Diode-transistor logic (DTL).
TTL nổi bật là lớp IC được sử dụng rộng rãi đến ngày nay trong nhiều ứng dụng như máy tính, điều khiển công nghiệp, thiết bị kiểm tra và đo đạc, điện tử tiêu dùng,...

Cổng NAND lập theo TTL loại 7400, P_{V} = 10 mW; t_{pd} = 10 ns

## Lịch sử
Công nghệ TTL được James L. Buie phát minh năm 1961 tại TRW, và gọi là transistor-coupled transistor logic (TCTL). Năm 1963 Sylvania Electric Products đưa ra IC thương phẩm đầu tiên. TTL trở nên phổ biến với giới thiết kế hệ thống điện tử sau khi Texas Instruments giới thiệu loạt IC họ 5400 với phạm vi nhiệt độ quân sự năm 1964, và sau đó năm 1966 là IC họ 7400 với phạm vi hẹp hơn, đóng gói bọc nhựa giá rẻ.
Họ 7400 của Texas Instruments trở thành một tiêu chuẩn công nghiệp. Phần tử tương thích được Motorola, AMD, Fairchild, Intel, Intersil, Signetics, Mullard, Siemens, SGS-Thomson, National Semiconductor,... phát triển. Riêng IBM sản xuất TTL không tương thích để sử dụng riêng của họ, và sử dụng công nghệ này trong IBM System/38, IBM 4300, IBM và 3081.
Tổ tiên máy tính cá nhân đầu tiên Kenbak-1 sử dụng TTL cho CPU của nó thay vì chip vi xử lý chưa có sẵn hồi năm 1971. Năm 1973 Xerox Alto và năm 1981 Star workstations, trong đó lăng xê giao diện người dùng đồ họa, sử dụng mạch TTL tích hợp ở cấp độ của ALU và bitslices. Hầu hết các máy tính sử dụng tương thích TTL kiểu "keo logic" giữa các chip lớn hơn vào năm 1990. Cho đến khi sự ra đời của Programmable Array Logic, logic lưỡng cực rời vẫn được sử dụng để chế tạo thử nghiệm và mô phỏng microarchitecture đang trong phát triển.